# Rufino Sescon
Rufino Coronel Sescon (ur. 20 kwietnia 1972 w Manili) – filipiński duchowny rzymskokatolicki, biskup diecezji Balangi od 2025.

## Życiorys

### Prezbiterat
Święcenia kapłańskie przyjął 19 września 1998 i został inkardynowany do archidiecezji Manili. W diecezji pełnił m.in. funkcje sekretarza arcybiskupów w latach 2001–2005, członka kolegium konsultorów i rady kapłańskiej, a także wikariusza biskupiego. Był rektorem Bazyliki i Narodowego Sanktuarium Czarnego Nazarejczyka w Quiapo.

### Episkopat
3 grudnia 2024 papież Franciszek mianował go biskupem Balangi. Sakra udzielił mu 25 lutego 2025 metropolita Lingayen-Dagupan – arcybiskup Socrates Villegas.